# Assassin's Creed: Renaissance
Assassin's Creed: Renaissance is een Amerikaans thrillerroman geschreven door Oliver Bowden gebaseerd op het computerspel Assassin's Creed II. Het boek werd in het Nederlands vertaald door Jeske Nelissen en uitgegeven in januari 2015. De roman is het eerste deel van de boekenserie van Assassin's Creed.

## Verhaal
De roman vertelt het verhaal van Ezio Auditore da Firenze, een man die wraak wil nemen voor de moord op zijn familie. Ezio wordt opgeleid tot Assassijn en in een oorlog tussen de Orde der Assassijnen en de Orde der Tempeliers getrokken. Deze twee geheime organisaties zijn al eeuwen in oorlog om een oud artefact, de "appel uit het paradijs", in handen te krijgen. De appel is een relikwie die de menselijke geest kan beheersen. Beide groepen zoeken ook een kerker in Italië, waarin zich de kennis en technologie van een oude, technologisch superieure beschaving bevindt.